# Teoria autodeterminării
Teoria autodeterminării a luat naștere din studiile elaborate de Edward L. Deci și Richard Ryan privind efectele motivației intrinsece și cele ale motivației extrinsece asupra comportamentului uman . De-a lungul timpului, conceptul de teorie a autodeterminării s-a extins, ajungând să cuprindă cinci sub-teorii: 
- teoria evaluării cognitive (TEC),
- teoria integrării organismice (TIO),
- teoria orientărilor cauzale (TOC),
- teoria nevoilor fundamentale (TNF),
- teoria conținuturilor scopurilor (TCS). [2][3]